# Willem Jacob Luyten
Willem Jacob Luyten, född den 7 mars 1899 i Semarang på Java i Nederländska Indien, död den 21 november 1994 i Minneapolis, var en nederländsk-amerikansk astronom. 
Vid elva års ålder observerade Luyten Halleys komet och detta gav upphov till hans fascination för astronomi. Ett par år senare, 1912, flyttade hans familj tillbaka till Nederländerna och där studerade han astronomi vid universitetet i Amsterdam, där han avlade sin grundexamen 1918. 
Luyten förvärvade därefter vid 22 års ålder doktorsgraden vid universitetet i Leiden under Ejnar Hertzsprung. Samma år, 1921, begav han sig till USA där han först arbetade vid Lick Observatory. Åren 1923–1928 arbetade han vid Harvard College Observatory. 
Åren 1928–1930 tillbragte han i Bloemfontein i Sydafrika. Efter sin återkomst till USA undervisade han vid University of Minnesota 1931–1967. Han var därefter verksam som astronom emeritus fram till sin död.
Luyten studerade stjärnornas egenrörelser och upptäckte många vita dvärgar. Han upptäckte också några av solens närmaste grannar, främst Luytens stjärna och stjärnsystemet Luyten 726-8, som även innehåller flarestjärna UV Ceti.
År 1925 invaldes Luyten i American Academy of Arts and Sciences och 1970 i National Academy of Sciences. Han tilldelades James Craig Watson-medaljen 1964 och Brucemedaljen 1968. Asteroiden 1964 Luyten är uppkallad efter honom.